# Велике Радовиська
Велике Радовиська (пол. Wielkie Radowiska) — село в Польщі, у гміні Дембова-Лонка Вомбжезького повіту Куявсько-Поморського воєводства.
Населення — 543 особи (2011).
У 1975-1998 роках село належало до Торунського воєводства.

## Демографія
Демографічна структура станом на 31 березня 2011 року:
|          | Загалом | Допрацездатний вік | Працездатний вік | Постпрацездатний вік |
| -------- | ------- | ------------------ | ---------------- | -------------------- |
| Чоловіки | 271     | 63                 | 185              | 23                   |
| Жінки    | 272     | 67                 | 155              | 50                   |
| Разом    | 543     | 130                | 340              | 73                   |